# یواس‌اس ردهد (ای‌ام‌اس-۳۴)
یواس‌اس ردهد (ای‌ام‌اس-۳۴) (به انگلیسی: USS Redhead (AMS-34)) یک کشتی بود که طول آن ۱۳۶ فوت (۴۱ متر) بود. این کشتی در سال ۱۹۴۴ ساخته شد.